# Tipula serrilobata
Tipula serrilobata är en tvåvingeart som beskrevs av Alexander 1941. Tipula serrilobata ingår i släktet Tipula och familjen storharkrankar. Inga underarter finns listade i Catalogue of Life.